# Кобенцль, Иоганн Филипп фон
Иоганн Филипп, граф фон Кобенцль (нем. Johann Philipp Graf Cobenzl; 28 мая 1741 — 30 августа 1810) — государственный деятель Габсбургской монархии и Австрийской империи.

## Биография
Филипп Кобенцль родился в Лайбахе, Герцогства Крайна, сын казначея графа Гвидобальда фон Кобенцль (1716—1797) и его жены графини Мария Бенигны фон Монтрихер (1720—1793). Семья Кобенцль, происходила из Каринтии, была возведена в фрайхерр дворянский титул в 1588 году и в имперские графы в 1722; его двоюродный брат граф Людвиг фон Кобенцль (1753—1809) был министром иностранных дел Габсбургской монархии с 1801 по 1805 год.
Филипп фон Кобенцль вырос в Предъямском замке вблизи Постойны. Он поступил на дипломатическую службу Габсбургов; в 1777 году сопровождал императора Иосифа II («графа Фалкенштейна») во время его визита к сестре, королеве Марии-Антуанетте, во Францию. Сразу же после этого Кобенцль отправился в Берлин в качестве посланника Габсбургов, но был не в состоянии предотвратить начало прусским королём Фридрихом Великим войны за баварское наследство. В 1779 году он способствовал подписанию Тешенского договора и вступил в должность австрийского вице-канцлера, сменив на посту канцлера князя Венцеля Антона Кауница в 1792 году, однако, уже в марте 1793 года на почве разногласий по поводу второго раздела Польши, он ушёл в отставку со своего поста, который занял барон Франц фон Тугут.
С 1801 занимал должность посла Габсбургов в Париже. Вышел в отставку в 1805 году, а затем жил в своём поместье в Дёблинге к северу от Вены. Он был покровителем искусств, поддерживал отношения с Вольфгангом Амадеем Моцартом, и в значительной степени способствовали образованию и карьере художника-неоклассициста Франца Косига. В 1809 году он сообщил Наполеону Бонапарту о демографии вновь созданных Иллирийских провинций.
После его смерти род Кобенцль прекратил существование.
Филипп фон Кобенцль похоронен на венском Кладбище Святого Марка.
Улица в районе Дёблинг была названа в его честь в 1894 году.